# Capenhurst
Capenhurst är en ort och civil parish i Storbritannien.   Den ligger i kommunen Cheshire West and Chester i riksdelen England, i den södra delen av landet, 270 km nordväst om huvudstaden London. Capenhurst ligger 43 meter över havet och antalet invånare är 380.
Terrängen runt Capenhurst är platt.Runt Capenhurst är det tätbefolkat, med 266 invånare per kvadratkilometer. Närmaste större samhälle är Liverpool, 17,1 km norr om Capenhurst. Trakten runt Capenhurst består i huvudsak av gräsmarker.